# 미들섹스주 (자메이카)

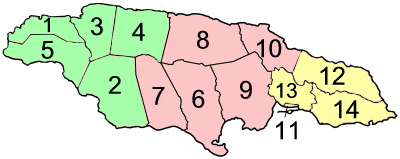
분홍색으로 표시된 부분이 미들섹스주

미들섹스주(영어: Middlesex County)는 자메이카 중부에 위치한 주로 주도는 스패니시타운이며 면적은 5,041.9km2, 인구는 1,183,361명(2001년 기준)이다. 5개 구(클래런던구, 맨체스터구, 세인트앤구, 세인트캐서린구, 세인트메리구)를 관할한다.